# Chignal St. James
Chignal St. James is een plaats in het Engelse graafschap Essex. In 1870-72 telde het dorp 258 inwoners.